# Pajib Puolddsakjavri
Pajib Puolddsakjavri eller Pajib Puoldshakjävri är en sjö i Finland. Den ligger i kommunen Utsjoki i landskapet Lappland, i den norra delen av landet, 1 100 km norr om huvudstaden Helsingfors. Pajib Puolddsakjavri ligger 276,4 meter över havet. Den ligger vid sjön Puoldshakjävri. Omgivningarna runt Pajib Puolddsakjavri är i huvudsak ett öppet busklandskap. Arean är 74,3 hektar och strandlinjen är 13,36 kilometer lång. Sjön  ingår i Tana älvs huvudavrinningsområde. 